# Scid (schackprogram)
För Severe Combined Immunodeficiency, se Svår kombinerad immunbrist.

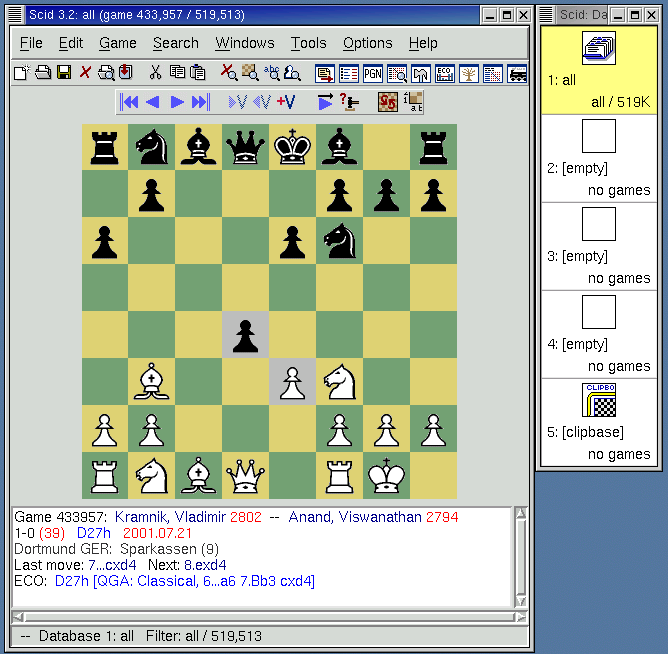
Scid för Microsoft Windows.

Scid, eller Shane's Chess Information Database, är ett fritt schackprogram från Shane Hudson. Programmet, som används för schackdatabaser, finns för Windows, Linux, Mac OS, Solaris, FreeBSD, NetBSD, Maemo (kompilerad inofficiell version) och flera Unixliknande varianter. Den senaste versionen, 4.6.4, utkom augusti 2016.